# Inside (альбом Єгора Грушина)
Inside — дебютний альбом українського неокласичного композитора та піаніста Єгора Грушина.

## Про альбом
До альбому увійшло 12 композицій, які музикант писав упродовж 2011 року. Запис і зведення проводились в домашніх умовах з використанням непрофесійного обладнання, тож ця робота розповсюджувалась безкоштовно через мережу Інтернет.
Восени того ж року музика Єгора Грушина звучала на фестивалі «Молодість» як саундтрек до короткометражного фільму «Хлопчик-вибір», створеного спільнотою «КийНет» на чолі з Андрієм Баланом. Фільм був представлений у рамках конкурсу IFF «Molodist'42» Shoot'n'PLAY-2012 Competition. Особливістю цієї роботи було те, що музика писалася «наосліп» — Єгор мав для ознайомлення лише сценарій. Потім ця композиція увійшла в наступний альбом Єгора Грушина.
Головна композиція альбому із однойменною назвою «Inside» також була використана як саундтрек до короткометражного фільму «Finita la tragedia» (2013 р.). У цій картині Єгор з'являється у ролі камео: він грає власну композицію на фортепіано разом із Роксоланою Пахолків (віолончель).

## Список композицій
| #   | Назва               | Тривалість |
| --- | ------------------- | ---------- |
| 1.  | «Emotions»          | 1:46       |
| 2.  | «Old Theme»         | 2:46       |
| 3.  | «Remember it»       | 2:27       |
| 4.  | «Spring Life»       | 4:27       |
| 5.  | «Rage»              | 3:24       |
| 6.  | «Fly»               | 3:12       |
| 7.  | «Primitive»         | 2:00       |
| 8.  | «Night Meditations» | 3:22       |
| 9.  | «Inside»            | 3:53       |
| 10. | «Dream»             | 5:48       |
| 11. | «Favor»             | 6:00       |
| 12. | «April»             | 4:24       |